# Pliocæn
Epoken Pliocæn (græsk: pleion, dansk: ~ mere og kainos, dansk: ~ ny; mere ny) er en geologisk tidsalder og varede fra 5,332 til 2,588 millioner år siden. Starten på Pliocæn defineres som den 245. Milankovitch præcessionscyklus talt fra i dag. Stavemåden 'Pleiocæn' er også set på dansk, men bruges ikke mere. I 2009 blev alderen Gelasien flyttet fra Pliocæn til Pleistocæn for at undgå pliocæne istider.
Pliocæn er en del af perioden Neogen. Neogen strækker sig fra 23,03 millioner år siden til i dag.
I starten af Pliocæn udviklede abemenneskerne (homininer, Homininae) sig fra menneskeaberne (hominider, Hominidae).
Et af de tidligste kendte fossiler fra et abemenneske er 'Ardi', som er Ardipithecus ramidus fundet i Etiopien og er omkring 4,5 millioner år gammelt. Fordi dette er det ældste kendte fund er der nogle der mener at samtlige opretgående abearter kan tilskrives denne art som sit egentlige ophav. Fundstedet tyder på at der har været temmelig tæt skovdækket slette dér hvor aben har levet.
Den mest primitive australopithecin der er fundet er kaldt Australopithecus anamensis, og denne art har sandsynligvis for en stor del kunnet leve under samme forhold som Ardipithecus, men er fundet ved Turkana i Kenya og er skønnet 4,2 millioner år gammel efter omgivelserne at dømme.
Et af de ældste halvkomplette hominin-fossiler er 1 meter høje 'Lucy', der er en Australopithecus afarensis. Hun blev opkaldt efter en Beatles popsang under udgravningen. Hendes hofteknogler er bygget til bipedal gang og er dateret til ca. 3 mio. Fundstedet er Hadar i Etiopien og i Laetoli i Tanzania er der fundet fodspor i et askelag af en voksen og et barn, dateret til 3,75 mio.

En ændring af klimaet opdelte abemenneskene i to strategier; Paranthropus-slægten med P. boisei og P. robustus havde udviklet store kindtænder og kæber for at æde seje græsser og planterødder. På issen havde de en kam hvor de kraftfulde tyggemuskler sad fast og dette begrænsede hjernerumfanget. De andre var Homo-slægten der sidst i Pliocæn udviklede redskabsbrug. De ældste spor af redskaber er fundet ved Gona og dateret som værende 2,52-2,6 millioner år gamle. Herfra skulle det nulevende menneske senere udvikle sig. (De ældste kendte fund af Homo er dog fra starten af den efterfølgende pleistocæne epoke).

## Danmark i Pliocæn
De eneste pliocæne aflejringer i Danmark er 'Sæd Formation' omkring Sæd. Sædaflejringerne er sandede og har været aflejret over større områder af Jylland. Grundet isens erosion blev den senere fjernet, men kan følges i Tyskland (Sylt Kaolinsand).

Tidsnavigation:
| Geologisk æra:     | ← Kænozoikum | ← Kænozoikum | ← Kænozoikum | ← Kænozoikum                           | ← Kænozoikum     | ← Kænozoikum               | ← Kænozoikum               | ← Kænozoikum                                    |
| Geologisk periode: | ← Palæogen   | Neogen       | Neogen       | Kvartær                                | Kvartær          | Kvartær                    | Kvartær                    | Kvartær                                         |
| Epoke:             | Oligocæn     | Miocæn       | Pliocæn      | Pleistocæn                             | Pleistocæn       | Pleistocæn                 | Pleistocæn                 | Holocæn                                         |
| Istid:             |              |              |              | Prætegelen-istiden - Eem-mellemistiden | Weichsel-istiden | Weichsel-istiden           | Weichsel-istiden           | Flandern-mellemistid (den aktuelle mellemistid) |
| Kronozone:         |              |              |              |                                        |                  | Ældste dryas - Yngre dryas | Ældste dryas - Yngre dryas | Præboreal tid - Subatlantisk tid                |